# فهرست شرکت‌های بازاریابی شبکه‌ای
این فهرست، فهرست شرکت‌های بازاریابی شبکه‌ای است که از تکنیک بازاریابی چند سطحی (یا بازاریابی شبکه‌ای، فروش مستقیم، بازاریابی ارجاعی) برای فروش محصولاتشان استفاده می‌کنند.
- فایو لینکس
- ای‌سی‌ان
- آدوو کر
- ایگل اینترپرایسز
- امبت انرژی
- امسیل
- آویژه سگال
- اوان پروداکتس
- بیو پرفورمنس
- دیسکاوری تویز
- سدیپاک سا، گروه اروپایی متخصصین بازاریابی
- فری لایف
- فیول فریدم اینترنشنال
- فاند آمریکا
- هربالایف
- آیساجنیکس اینترنشنال
- جوس پلاس
- کلینیز
- لگال شیپ، قبلاً به عنوان پری پید لگال سرویسز شناخناخته شده اسا
- لایف ونتج
- لانگبرگر کمپانی
- منتچ
- مارکت آمریکا
- ماری کی
- ملالوکا
- مونو وای
- موریندا بیواکتیوز
- نشنال سیفتی آسوسیتس
- نیو ویز
- نو سکین اینترپرایزز
- اوربیت نتورک
- اوریفلیم
- پامپرد چف
- پریمریکا
- ریلیو
- سنتسی
- شیکلی (Shaklee)[۱]
- ستریم انرژی
- ساکسز یونیورسیتی
- سانرایدر
- تلکام پلاس
- یونیسیتی اینترنشنال
- یواس‌ای‌ان هلث ساینس
- وکتور مارکتینگ
- وما
- ویسالوس
- واتکینز اینکورپوریتد
- ورلد فیننشال گروپ
- زانگو
- یاتگ لیوینگ
- وای تی بی اینترنشنال